# Acrosathe novella
Acrosathe novella är en tvåvingeart som först beskrevs av Daniel William Coquillett 1893.  Acrosathe novella ingår i släktet Acrosathe och familjen stilettflugor. Inga underarter finns listade i Catalogue of Life.